# Oenochroma phyllomorpha
Oenochroma phyllomorpha är en fjärilsart som beskrevs av Oswald Beltram Lower 1899. Oenochroma phyllomorpha ingår i släktet Oenochroma och familjen mätare. Inga underarter finns listade i Catalogue of Life.